# Bombardement des quartiers militaires de Makiïvka
Guerre russo-ukrainienne
Le bombardement des quartiers militaires de Makiïvka survient le soir du Nouvel An du 31 décembre 2022 au 1er janvier 2023, lorsque l'armée ukrainienne détruit le bâtiment de l'école professionnelle et technique de Makiïvka dans le Donbass, dans lequel se trouvaient des soldats russes mobilisés.

## Bombardement
Les hommes mobilisés de l'oblast de Saratov étaient regroupés dans le bâtiment de l'école professionnelle et technique (PTU) n°19 sur la rue Kremlevskaya n°48, avec des stocks de munitions dans le sous-sol en dessous d'eux. Les forces ukrainiennes ont lancé trois attaques avec le M142 HIMARS à 23 h 57, 23 h 59 et 0 h 0. Le bombardement a commencé à faire exploser les munitions russes stockées en dessous,.
Des autorités régionales russes et les chaînes Telegram pro-russes ont confirmé la mort de 63 mobilisés,. Les alentours étaient jonchés de cadavres, qui ont été sortis la nuit jusqu'au milieu de la journée. Les autorités ukrainiennes et le commentateur pro-russe Igor Guirkine estiment qu'il y aurait environ 400 morts,,.
Des responsables pro-russes ont critiqué le déploiement de tant de soldats dans un bâtiment dangereusement proche des lignes de front. Le premier vice-ministre de l'Information de la république populaire de Donetsk, Daniil Bezsonov, a déclaré qu'il espérait que ceux qui décideraient de placer des soldats dans un endroit aussi inadapté seraient punis. Le politicien séparatiste ukrainien Oleg Tsarev a également déclaré qu'une telle « négligence » devait être punie.

## Bilan
Le ministère de la Défense russe reconnait 89 soldats tués,.
L'armée ukrainienne indique 400 morts et plus de 300 blessés.
Le 28 janvier 2023, les services du renseignement britannique, indiquent que la frappe ukrainienne sur la ville de Makiïvka, dans l'oblast de Donetsk, le 1er janvier, a fait plus de 300 victimes, la majorité étant tuée ou portée disparue.